# Alpiner Skieuropacup 1971/72
In der ersten Saison 1971/1972 des Alpinen Skieuropacups wurden für Damen und Herren je acht bis zehn Rennen pro Disziplin ausgetragen. Das Finale fand in Arosa in der Schweiz statt. Im Gegensatz zum Weltcup erhielten die besten 15 Läufer jedes Rennens Punkte nach dem Schema 25-22-20-18-16-14-12-10-8-6-5-4-3-2-1.

## Europacupwertungen

### Gesamtwertung
| Rang | Name               | Land       | Punkte |
| ---- | ------------------ | ---------- | ------ |
| 1    | Ilario Pegorari    | Italien    | 240    |
| 2    | Hubert Berchtold   | Österreich | 222    |
| 3    | Renzo Zandegiacomo | Italien    | 163    |
| 4    | Giulio Corradi     | Italien    | 144    |
| 5    | Eberhard Schmalzl  | Italien    | 110    |
| 6    | Johann Kniewasser  | Österreich | 103    |
| 7    | Piero Gros         | Italien    | 097    |
| 8    | Franz Klammer      | Österreich | 091    |
| 9    | Werner Mattle      | Schweiz    | 088    |
| 100  | Kurt Engstler      | Österreich | 080    |

| Rang | Name                  | Land          | Punkte |
| ---- | --------------------- | ------------- | ------ |
| 1    | Fabienne Serrat       | Frankreich    | 212    |
| 2    | Anneliese Leibetseder | Österreich    | 192    |
| 3    | Irmgard Lukasser      | Österreich    | 188    |
| 4    | Christine Rolland     | Frankreich    | 150    |
| 5    | Odile Chalvin         | Frankreich    | 141    |
| 6    | Sigrid Eberle         | Österreich    | 122    |
| 7    | Hanni Wenzel          | Liechtenstein | 109    |
| 8    | Patricia Emonet       | Frankreich    | 103    |
| 9    | Gerti Engensteiner    | Österreich    | 092    |
| 100  | Elena Matous          | Italien       | 089    |

### Abfahrt
| Rang | Name              | Land       | Punkte |
| ---- | ----------------- | ---------- | ------ |
| 1    | Kurt Engstler     | Österreich | 80     |
| 2    | Rainulf Lemberger | Österreich | 64     |
| 3    | Ilario Pegorari   | Italien    | 55     |

| Rang | Name                  | Land       | Punkte |
| ---- | --------------------- | ---------- | ------ |
| 1    | Brigitte Jeandel      | Frankreich | 56     |
| 2    | Irmgard Lukasser      | Österreich | 54     |
| 3    | Anneliese Leibetseder | Österreich | 45     |

### Riesenslalom
| Rang | Name               | Land       | Punkte |
| ---- | ------------------ | ---------- | ------ |
| 1    | Hubert Berchtold   | Österreich | 102    |
| 2    | Ilario Pegorari    | Italien    | 093    |
| 3    | Renzo Zandegiacomo | Italien    | 092    |

| Rang | Name                  | Land       | Punkte |
| ---- | --------------------- | ---------- | ------ |
| 1    | Irmgard Lukasser      | Österreich | 100    |
| 2    | Fabienne Serrat       | Frankreich | 082    |
| 2    | Anneliese Leibetseder | Österreich | 082    |

### Slalom
| Rang | Name             | Land       | Punkte |
| ---- | ---------------- | ---------- | ------ |
| 1    | Giulio Corradi   | Italien    | 97     |
| 2    | Ilario Pegorari  | Italien    | 92     |
| 3    | Hubert Berchtold | Österreich | 70     |

| Rang | Name              | Land       | Punkte |
| ---- | ----------------- | ---------- | ------ |
| 1    | Fabienne Serrat   | Frankreich | 103    |
| 2    | Odile Chalvin     | Frankreich | 092    |
| 3    | Helene Graswander | Österreich | 071    |